# Афанасьев, Георгий Дмитриевич
Гео́ргий Дми́триевич Афана́сьев (4 [17] марта 1906, Новороссийск, Черноморская губерния, Российская империя — 30 мая 1975, Москва) — советский учёный-геолог, петрограф, член-корреспондент АН СССР (1953).

## Биография
Родился 4 (17) марта 1906 года в Новороссийске.
В 1930 году окончил Геологическое отделение физико-математический факультет ЛГУ.
С 1930 года работал в Петрографическом институте, Институте геологических наук, Институте геологии рудных месторождений, петрографии, минералогии и геохимии АН СССР.
С 1941 по 1943 год воевал в Красной Армии, участвовал в обороне города Сталинграда. В 1943 году после тяжелого ранения был демобилизован и вернулся к научной деятельности.
В 1935 году ему присвоена ученая степень кандидата геолого-минералогических наук без защиты диссертации. В 1948 году успешно защитил докторскую диссертацию.
В 1950—1953 годах — учёный секретарь Отделения геолого-географических наук АН СССР, в 1953—1958 годах — заместитель академика-секретаря того же Отделения; 23 октября 1953 года за серию теоретических работ был избран членом-корреспондентом АН СССР в Отделение геолого-географических наук по специальности «Общая геология, петрография».
С 1954 года — заместитель главного редактора журнала «Известия АН СССР. Серия геологическая», с 1957 года — главный редактор реферативного журнала «Геология» ВИНИТИ, с 1964 года — председатель Комиссии по определению абсолютного возраста геологических формаций и председатель Петрографического комитета АН СССР.
Являлся организатором и участником четырёх всесоюзных петрографических совещаний.
В 1958—1975 годах работал заместителем главного учёного секретаря Президиума АН СССР, с 14 марта по 5 августа 1966 года был исполняющим обязанности главного учёного секретаря Президиума.
Скончался 30 мая 1975 года в Москве. Похоронен на Введенском кладбище (14 участок).

## Награды
Награждён орденом Ленина, орденами Трудового Красного Знамени, орденом «Знак Почёта» и другими орденами и медалями.